# ستيفاني أندوخار
ستيفاني أندوخار (بالإنجليزية: Stephanie Andujar)‏ هي ممثلة، ومخرجة، ومنتجة، وكاتبة، ومغنية، وراقصة، ومؤلفة أغاني أمريكية. ولدت في 15 من يوليو سنة 1986 بـ مانهاتن، نيويورك، الولايات المتحدة.

## روابط خارجية
- ستيفاني أندوخار على موقع IMDb (الإنجليزية)
- ستيفاني أندوخار على موقع قاعدة بيانات الفيلم (الإنجليزية)